# S/2004 S 47
S/2004 S 47 es un satélite natural de Saturno descubierto por Scott S. Sheppard, David C. Jewitt y Jan T. Kleyna en 2004 utilizando el telescopio Subaru en los observatorios de Mauna Kea. Fue anunciado por el Centro de Planetas Menores el 5 de mayo de 2023 luego de un periodo de 22 observaciones entre el 12 de diciembre de 2004 y el 9 de julio de 2021 en el que se confirmó la órbita del satélite.

## Características orbitales
S/2004 S 47 orbita a Saturno en 755.69 días (2 años y 18 días) con un semieje mayor de 16 044 000 km. Su excentricidad orbital es de 0.286 y su inclinación orbital es de 159.6°.
S/2004 S 47 es parte del grupo Nórdico, un cúmulo dinámico de satélites irregulares retrógrados de Saturno que siguen órbitas similares.

## Características físicas
Tiene un diámetro de aproximadamente 2 kilómetros para una magnitud absoluta de 16.3.